# Neobythites neocaledoniensis
Neobythites neocaledoniensis is een straalvinnige vissensoort uit de familie van naaldvissen (Ophidiidae). De wetenschappelijke naam van de soort is voor het eerst geldig gepubliceerd in 1997 door Nielsen.